# Presa la Boca
La presa La Boca o Rodrigo Gómez es una presa ubicada dentro del municipio de Santiago, al sur de la ciudad de Monterrey, en el estado mexicano de Nuevo León.
La presa fue construida a inicios de los años 60, cuyo objetivo fue abastecer a la ciudad de Monterrey y su área metropolitana. Tiene una superficie de 455 hectáreas y una capacidad aproximada total de 40 millones de m3 (40 millardos de litros) de agua.

## Clima
El clima donde se ubica la presa es semiseco. Tiene una temperatura media anual de 21.0 °C y una precipitación anual de 1090.6 milímetros cúbicos.
| Parámetros climáticos promedio de Presa la Boca, Santiago, Nuevo León | Parámetros climáticos promedio de Presa la Boca, Santiago, Nuevo León | Parámetros climáticos promedio de Presa la Boca, Santiago, Nuevo León | Parámetros climáticos promedio de Presa la Boca, Santiago, Nuevo León | Parámetros climáticos promedio de Presa la Boca, Santiago, Nuevo León | Parámetros climáticos promedio de Presa la Boca, Santiago, Nuevo León | Parámetros climáticos promedio de Presa la Boca, Santiago, Nuevo León | Parámetros climáticos promedio de Presa la Boca, Santiago, Nuevo León | Parámetros climáticos promedio de Presa la Boca, Santiago, Nuevo León | Parámetros climáticos promedio de Presa la Boca, Santiago, Nuevo León | Parámetros climáticos promedio de Presa la Boca, Santiago, Nuevo León | Parámetros climáticos promedio de Presa la Boca, Santiago, Nuevo León | Parámetros climáticos promedio de Presa la Boca, Santiago, Nuevo León | Parámetros climáticos promedio de Presa la Boca, Santiago, Nuevo León |
| Mes                                                                   | Ene.                                                                  | Feb.                                                                  | Mar.                                                                  | Abr.                                                                  | May.                                                                  | Jun.                                                                  | Jul.                                                                  | Ago.                                                                  | Sep.                                                                  | Oct.                                                                  | Nov.                                                                  | Dic.                                                                  | Anual                                                                 |
| --------------------------------------------------------------------- | --------------------------------------------------------------------- | --------------------------------------------------------------------- | --------------------------------------------------------------------- | --------------------------------------------------------------------- | --------------------------------------------------------------------- | --------------------------------------------------------------------- | --------------------------------------------------------------------- | --------------------------------------------------------------------- | --------------------------------------------------------------------- | --------------------------------------------------------------------- | --------------------------------------------------------------------- | --------------------------------------------------------------------- | --------------------------------------------------------------------- |
| Temp. máx. abs. (°C)                                                  | 34.5                                                                  | 40.5                                                                  | 41.5                                                                  | 42.0                                                                  | 45.0                                                                  | 43.5                                                                  | 43.0                                                                  | 42.5                                                                  | 41.5                                                                  | 36.5                                                                  | 35.0                                                                  | 35.0                                                                  | 45.0                                                                  |
| Temp. máx. media (°C)                                                 | 19.8                                                                  | 21.8                                                                  | 26.1                                                                  | 29.0                                                                  | 31.3                                                                  | 33.4                                                                  | 34.0                                                                  | 34.2                                                                  | 30.5                                                                  | 27.0                                                                  | 23.1                                                                  | 19.7                                                                  | 27.5                                                                  |
| Temp. media (°C)                                                      | 12.9                                                                  | 14.7                                                                  | 18.6                                                                  | 22.2                                                                  | 25.1                                                                  | 27.2                                                                  | 27.5                                                                  | 27.5                                                                  | 24.9                                                                  | 21.3                                                                  | 16.9                                                                  | 13.2                                                                  | 21.0                                                                  |
| Temp. mín. media (°C)                                                 | 6.0                                                                   | 7.5                                                                   | 11.2                                                                  | 15.3                                                                  | 19.0                                                                  | 21.0                                                                  | 20.9                                                                  | 20.8                                                                  | 19.3                                                                  | 15.6                                                                  | 10.6                                                                  | 6.7                                                                   | 14.5                                                                  |
| Temp. mín. abs. (°C)                                                  | -6.0                                                                  | -2.0                                                                  | -1.0                                                                  | 1.5                                                                   | 8.0                                                                   | 11.5                                                                  | 12.5                                                                  | 14.0                                                                  | 9.0                                                                   | 2.0                                                                   | -1.0                                                                  | -7.0                                                                  | -7.0                                                                  |
| Precipitación total (mm)                                              | 24.9                                                                  | 21.3                                                                  | 28.0                                                                  | 53.3                                                                  | 83.8                                                                  | 140.7                                                                 | 121.9                                                                 | 150.8                                                                 | 296.8                                                                 | 122.2                                                                 | 25.7                                                                  | 21.2                                                                  | 1090.6                                                                |
| Días de precipitaciones (≥ 1 mm)                                      | 5.9                                                                   | 5.8                                                                   | 5.2                                                                   | 7.0                                                                   | 9.3                                                                   | 8.7                                                                   | 7.2                                                                   | 8.8                                                                   | 11.9                                                                  | 8.2                                                                   | 5.9                                                                   | 5.6                                                                   | 89.5                                                                  |
| Fuente: Servicio Meteorológico Nacional                               |                                                                       |                                                                       |                                                                       |                                                                       |                                                                       |                                                                       |                                                                       |                                                                       |                                                                       |                                                                       |                                                                       |                                                                       |                                                                       |

## Sequía
El 29 de marzo de 2022 tras la sequía en el estado de Nuevo León desde inicios de dicho año, el gobierno del estado informó que se dejó de extraer agua de la presa para abastecer a la zona metropolitana de Monterrey.
Al 10 de julio de 2022, tras las escasas lluvias en el estado de Nuevo León, la presa tenía solo un 7 % de su capacidad, lo cual afectó a la zona metropolitana de Monterrey.
Sin embargo, las lluvias ocasionadas por el huracán Kay, generaron que la presa llegue hasta un 61 % de su capacidad en la mañana del día 6 de septiembre de 2022.